# 小雷蒙德·约翰斯
小雷蒙德·爱德华·约翰斯（英語：Raymond Edward Johns Jr.，1954年12月7日—），退役美国空军上将，曾任空军机动司令部司令，于2013年1月1日退役。此前，2006年10月至2009年11月16日，他曾担任空军A8战略计划方案副参谋长。约翰斯所领导的空军机动司令部的使命是：为美国军队提供快速、全球机动和维持。该司令部对于全球的人道主义援助也起到了至关重要的作用。约翰斯帅麾下现役军人、国民警卫队、空军预备役部队以及文职人员提供空运、空中加油、特殊空中任务和空中医疗救护等工作。 2009年11月20日，约翰斯任现职。
约翰斯于1977年毕业于美国空军学院，他的飞行生涯包括T-38教练机、C-141飞行教官，在VC-25空军一号换代项目中，担任过首席试飞员和试飞主管。1991年，他成为白宫研究员。还曾在美国欧洲司令部从事安全性援助和国会事务，在美国太平洋司令部担任战略计划政策副主任。他空军内部，约翰斯在A8副参谋长麾下工作多年，领导过中队、大队和联队，在波斯尼亚的行动中，担任过空中机动主管，最终，他也成为空军A8副参谋长。
约翰斯具有試飛員資格及領有command pilot章（飛行資歷逾十五年及兩千三百飛時以上）试飞过各类型飞机，拥有4500飞行小时。

## 教育
1977年，科罗拉多州，科泉市，美国空军学院，获航空工程理学学士学位
1982年，阿拉巴马州，马克斯韦尔空军基地，中队军官学校
1984年，空军指挥与参谋学院，函授
1986年，加利福尼亚州，爱德华兹空军基地，美国空军试飞员学校
1988年，中密歇根大学，获管理学力学硕士学位
1989年，国防系统管理学院，项目管理课程
1993年，华盛顿特区，武装部队产业学院
1999年，纽约州，雪城大学，国家安全管理课程
2000年，马萨诸塞州，剑桥，哈佛大学，约翰·F·肯尼迪政府学院，国际安全管理高级行政人员课程

## 履历表
1. 1977年6月—1979年2月，亚利桑那州，威廉斯空军基地，大学本科飞行员培训
2. 1979年2月—1982年6月，该基地，T-38飞行教官，学术导师，年级长，联队助理执行官
3. 1982年6月—1984年8月，新泽西州，麦圭尔空军基地，中队执行官
4. 1984年8月—1985年6月，华盛顿特区，美国空军总部，副参谋长办公室，空军议题组，空军员工培训计划官
5. 1985年6月—1986年6月，加利福尼亚州，爱德华兹空军基地，美国空军试飞员学校，学生
6. 1985年6月—1990年5月，俄亥俄州，赖特—帕特森空军基地，N/K/C-135A/E空军一号试飞员
7. 1990年5月—1991年8月，该基地，第4953测试中队，中队长
8. 1991年8月—1992年8月，华盛顿特区，国家安全委员会办公室，白宫研究员
9. 1992年8月—1993年6月，华盛顿特区，武装部队产业学院，学生
10. 1993年7月—1994年6月，德国，斯图加特，美国欧洲司令部，后勤和安全援助处，计划政策培训科，安全援助主管
11. 1994年6月—1995年7月，该司令部，计划政策处，战略主管（期间，1994年11月—1995年1月，联合国利比里亚维和特派团，美方组长）
12. 1995年7月—1996年6月，伊利诺伊州，斯科特空军基地，加油机空运控制中心，高级总监
13. 1996年6月—1998年8月，加利福尼亚州，特拉维斯空军基地，第60空运联队，作战大队，大队长（期间，1996年10月—1997年1月，波斯尼亚，联合努力行动，机动部队主管）
14. 1998年8月—2000年7月，华盛顿州，麦科德空军基地，第62空运联队，联队长
15. 2000年7月—2002年8月，夏威夷，美国太平洋司令部，战略计划政策副总监
16. 2002年8月—2004年7月，华盛顿特区，美国空军总部，A8计划和方案副参谋长办公室，计划副主管
17. 2004年8月—2006年10月，该部，计划主管
18. 2006年10月—2009年11月，A8计划和方案副参谋长
19. 2009年11月至2012年12月，伊利诺伊州，斯科特空军基地，空中机动司令部，司令

## 联合职位
1. 1993年7月—1994年6月，德国，斯图加特，美国欧洲司令部，后勤和安全援助处，计划政策培训科，安全援助主管
2. 1994年6月—1995年7月，该司令部，计划政策处，战略主管（期间，1994年11月—1995年1月，联合国利比里亚维和特派团，美方组长）
3. 1996年10月—1997年1月，波斯尼亚，联合努力行动，机动部队主管
4. 2000年7月—2002年8月，夏威夷，美国太平洋司令部，战略计划政策副总监
5. 2004年5月—2005年2月，国防部长办公室，四年防务评估报告发行团队负责人

## 飞行信息
等级:特级飞行员 试飞员

飞行小时: 超过4,500

飞行机型: C-17, C-141, T-38, VC-25, N/K/C-135, KC-10, C-5

## 功奖
| 空军特级飞行员徽章 |

| | 空军杰出服役勋章       |
| Bronze oak leaf cluster                                                                               | 国防部优异服役勋章 2次 |
| | 功绩勋章               |
| Bronze oak leaf cluster · Bronze oak leaf cluster · Bronze oak leaf cluster · Bronze oak leaf cluster | 军功奖章 5次           |
| | 航空奖章               |
| | 航空成就奖章           |
| | 联合服役嘉奖           |
| | 空军成就奖章           |
| | 战备奖章               |
| Bronze star                                                                                           | 国防服役奖章 2次       |
| | 武装部队远征奖章       |
| | 武装部队服役奖章       |

## 衔晋表
| 标志 | 军衔 | 日期           |
| ---- | ---- | -------------- |
|      | 上将 | 2009年11月20日 |
|      | 中将 | 2006年10月10日 |
|      | 少将 | 2004年8月1日   |
|      | 准将 | 2001年3月1日   |
|      | 上校 | 1994年2月1日   |
|      | 中校 | 1990年4月1日   |
|      | 少校 | 1986年5月1日   |
|      | 上尉 | 1981年6月1日   |
|      | 中尉 | 1979年6月1日   |
|      | 少尉 | 1977年6月1日   |